# Aleste
Aleste es una banda chilena de pop rock formada en los años 90 por Alfredo Alonso. 
Después de tres años de trabajo junto al grupo Diva, en 1993, Alonso dio inicio a un proyecto para seguir la línea de su anterior banda. Se asoció entonces a Rodrigo Espinoza, Ricardo Viancos, Juan Pablo Nieto y Lito Zerené, ex Valija Diplomática, quienes comenzaron a ensayar un repertorio de canciones de autoría de Alonso para dar vida al proyecto. El mismo año, el sello Polygram les dio la oportunidad de un contrato para su primer disco homónimo.
La producción tuvo una excelente recepción en cuanto a ventas, y el sencillo «Hay un límite», se convirtió en una de las canciones más exitosas de la música chilena de esa década.
Otras de sus canciones fueron «Tiempo blanco», la balada «Nadie como yo» o «Como la primera vez» que fue el primer sencillo de promoción previo «Hay un límite».
En 1995 participaron en la XXXVI versión del Festival Internacional de la Canción de Viña del Mar. En ese certamen, Espinoza conoció a la cantante mexicana Yuri, que se transformaría posteriormente en su esposa.
El 30 de julio de 2010 la formación original de la banda, excepto Ricardo Viancos, realizó un concierto único de reencuentro en el Teatro Teletón de Santiago. La madrugada del 22 de febrero de 2011 Alonso y Espinoza cantaron «Hay un límite» en la presentación de Yuri en el Festival de Viña del Mar 2011.

## Miembros

### Actuales
- Alfredo Alonso, guitarras, voz (1993-1996, 2010, 2011, 2018-presente)
- Rodrigo Espinoza, voz, pandereta (1993-1995, 2010, 2011, 2018-presente)
- Ricardo Viancos, bajo (1993-1995, 2018-presente)
- Lito Zerené, batería, guitarra acústica, coros (1993-1996, 2010, 2018-presente)
- Juan Pablo "JP" Nieto, teclados, piano, guitarra acústica, coros (1993-1996, 2010, 2018-presente)
- Claudia Barros, coro

### Exintegrantes
- Sergio Riba Chichi - guitarra, coros (1993)
- Alejandro Parada - bajo, guitarra acústica, coros (1995-1996, 2019)

## Discografía

### Álbumes de estudio
- 1993: Aleste
- 1995: Aleste, del cielo está el paraíso
- 2019: La máquina del tiempo
- 2023: 1993

### Sencillos
- 1993: «Como la primera vez»
- 1993: «Hay un límite»
- 1993: «Nadie como yo»
- 1993: «Tiempo blanco»
- 1995: «Cuando el cielo llora»
- 1996: «Dos»
- 2019: «Dónde estabas»
- 2019: «Si tú quieres»
- 2019: «Cuando el cielo llora»